# Tošihide Maskava
Tošihide Maskava [tošihíde maskáva] (japonsko 益川 敏英, Masukawa Toshihide), japonski fizik, * 7. februar 1940, Nagoja, Japonska, † 23. julij 2021.
Maskava je zaslužni profesor na Univerzi v Kjotu in profesor na Univerzi Kjoto Sangjo. Znan je po svojih prispevkih k teoretični fiziki. Leta 2008 je skupaj s Kobajašijem in Nambujem prejel Nobelovo nagrado za fiziko za odkritje mehanizma spontanega zloma elektrošibke simetrije v podatomski fiziki, ki napoveduje vsaj tri družine kvarkov v naravi.